# 基地組織在葉門的叛亂
基地組織在葉門的叛亂是也门政府、美国及其盟友与基地组织附属组织之间在也門爆發的武装冲突。
也门政府对基地组织的镇压始于2001年。2010年1月14日，也门當局向基地组织宣战 。 2011年葉門反政府示威期间，基地组织占领了阿比扬省的大部分地区，并宣布成立酋长国。2012年初开始，基地组织又佔領也門西南部地区。